# Distretto del Champaran Orientale
Il Champaran Orientale è un distretto dell'India di 3 933 636 abitanti che ha come capoluogo Motihari.